# Exeter (New Hampshire)
Exeter is een plaats (town) in de Amerikaanse staat New Hampshire, en valt bestuurlijk gezien onder Rockingham County.

## Demografie
Bij de volkstelling in 2000 werd het aantal inwoners vastgesteld op 14058.

## Geografie
Volgens het United States Census Bureau beslaat de plaats een oppervlakte van 51,9 km², waarvan 50,9 km² land en 1,0 km² water.

## Plaatsen in de nabije omgeving
De onderstaande figuur toont nabijgelegen plaatsen in een straal van 20 km rond Exeter.

## Geboren in Exeter
- Elizabeth Jane Gardner (1837-1922), kunstschilderes
- John Irving (1942), schrijver
- Dan Brown (1964), schrijver